# Ι
Ιota (Ι ou ι; em grego:  ιώτα, transl.: iṓta) é a nona letra do alfabeto grego e, no sistema numérico grego, tem o valor de 10.

## Classificação
- Alfabeto = Alfabeto grego
- Fonética = /I/, por vezes /Je/, Letras I ou J